# 马尔托
马尔托（法語：Marthod，法語發音：[maʁto]）是法国萨瓦省的一个市镇，属于阿尔贝维尔区。

## 地理
马尔托（45°43'33"N, 6°24'13"E）面积14.78 平方千米，位于法国奥弗涅-罗讷-阿尔卑斯大区萨瓦省，该省份为法国东部省份，历史上为薩伏依的一部分，北起上萨瓦省，西接伊泽尔省和安省，南部和东部与上阿尔卑斯省和意大利接壤。
与马尔托接壤的市镇（或旧市镇、城区）包括：塞萨尔什、梅屈里、凯日、泰内索勒、于日讷、瓦勒德谢斯。

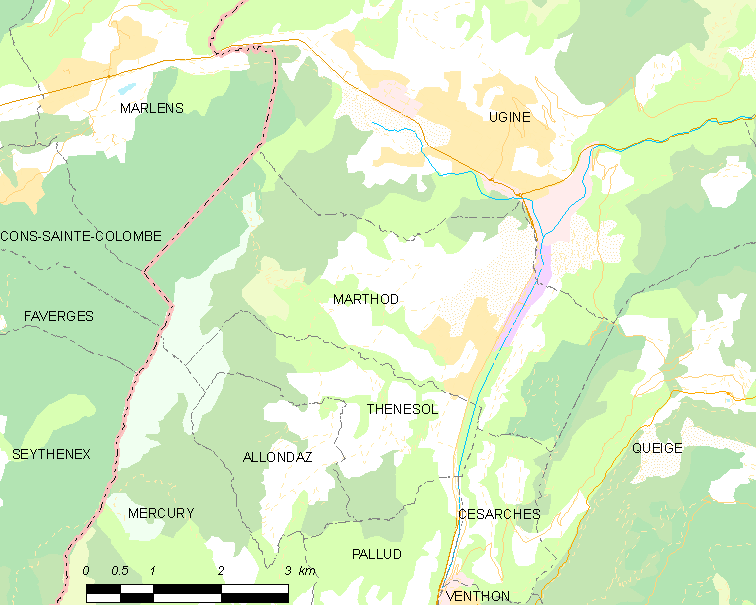
马尔托的OSM定位图

马尔托的时区为UTC+01:00、UTC+02:00（夏令时）。

## 行政
马尔托的邮政编码为73400，INSEE市镇编码为73153。

## 政治
马尔托所属的省级选区为于日讷县。

## 人口

1962-2008年间马尔托人口变化图示

马尔托于2022年1月1日时的人口数量为1342人。